# Yūya Satō
Pour les articles homonymes, voir Sato.
Yūya Satō (佐藤友哉, Satō Yūya, né le 7 décembre 1980) est un romancier japonais originaire de Hokkaidō. Il remporte la 21e édition du prix Mephisto pour Flicker Style et le 20e prix Mishima pour 1000 romans et Barbe bleue. Quelques-uns de ses titres ont été publiés en anglais, chinois et coréen,.
Kenzaburō Ōe, Kenji Nakagami et particulièrement J. D. Salinger ont influencé le style de Sato.

## Source de la traduction
- (en) Cet article est partiellement ou en totalité issu de l’article de Wikipédia en anglais intitulé « Yuya Sato (novelist) » (voir la liste des auteurs).